# Closed Loop Marketing
Pour les articles homonymes, voir CLM.
Closed Loop Marketing (CLM) fait référence à une boucle de messagerie bidirectionnelle avec les clients. Les messages marketing et les matériaux sont poussés à la clientèle et sont basés sur un aperçu des préférences des clients, et accessibles dans un modèle libre-service. Selon les données recueillies lors de l'interaction, un cycle d'amélioration continue est adopté, car la connaissance par exemple renforcée sur le client et les préférences des clients nous permettent d'affiner le message ou le contenu d'améliorer les interactions ultérieures.
CLM n'est pas sur les périphériques. C'est sur l'établissement de relations à l'aide des données tirées d'interactions clients par le biais de divers canaux de communication pour soutenir un processus permanent de relations. La sélection du canal et / ou le dispositif pour atteindre ce canal devrait être guidée par des préférences des clients et / ou la réceptivité. Un avantage secondaire de marketing en boucle fermée est une base de données à la clientèle amélioré, y compris la segmentation affinée y compris les attributs de comportement.
Closed Loop Marketing peut fonctionner à différents niveaux de sophistication. Idéalement une base de données client, (gestion de la relation client, automatisation de la force de vente / SFA), est liée à une plate-forme de gestion de contenu, permettant le contenu le plus pertinent à un client d'être accessible par ce client ou segment de clientèle. Comme les connaissances sur les augmentations de la clientèle, le contenu devient de plus en plus pertinentes en fonction de notre capacité à adapter le canal, contenu, message, ou d'autres préférences.
Un centre d'information central peut stocker des données, y compris le contenu qui a été présenté, durée, fréquence, présenté à quel client, le client et, les réponses aux enquêtes, cliquez sur le flux de données, et, idéalement, abrite également séries de données supplémentaires telles que les ventes, part de marché, la croissance des ventes. Google Analytics va comparer des ensembles de données de cause à effet afin de recommander des corrections à l'approche suivante.
interactions avec les clients pour le marketing en boucle fermée peut comprendre un ou plusieurs canaux tels que face à face, à distance, eDetailing, sites web, indépendants de services de contenu de bibliothèques, centres d'appels et Internet, y compris les commandes en ligne.
Différents dispositifs sont généralement utilisés iPad, Android, tablet PC (Windows OS), ordinateur portable, iPhone, PDA, et les smartphones.
Lorsque les connaissances acquises au cours d'une interaction avec le client sont utilisés pour apporter un changement dans la vente et l'approche marketing afin d'améliorer l'interaction subséquente, la boucle est bouclée. Continue Loop Marketing, c'est quand les modifications se produisent sur une base continue, plutôt qu'une seule fois. Marketing multicanal est fermé marketing boucle avec de multiples canaux.